# Челаренго
Челаренго (итал. Cellarengo) је насеље у Италији у округу Асти, региону Пијемонт.
Према процени из 2011. у насељу је живело 474 становника. Насеље се налази на надморској висини од 319 м.

## Становништво
Према резултатима пописа становништва 2011. у општини је живело 714 становника.
| 1936. | 1951. | 1961. | 1971. | 1981. | 1991. | 2001. | 2011. |
| ----- | ----- | ----- | ----- | ----- | ----- | ----- | ----- |
| 663   | 548   | 445   | 426   | 390   | 508   | 605   | 714   |